# 마무드 아마디네자드
마무드 아마디네자드(1956년 10월 28일 ~ , 페르시아어: محمود احمدی‌نژاد, 문화어: 마흐무드 아흐마디네자드)는 이란의 정치인이다. 그는 이란의 제6대 대통령으로, 대통령에 당선되기 이전인 2003년 6월 20일부터 2005년 8월 3일까지 테헤란 시장을 역임했다.
보수파로 알려진 인물로 2005년 8월 3일 대통령 선거에서 전직 대통령 아크바르 하셰미 라프산자니를 제치고 당선되었으며, 2009년 6월 12일 대통령 선거에서 전 총리였던 미르 호세인 무사비 후보를 누르고 당선되어 재선에 성공하였다.
집권 이후 줄곧 미국 부시 행정부에 대립각을 세웠으며, 이란이 당시 조지 W. 부시 대통령으로부터 일명 "악의 축" 국가로 지목된 이후 이슬람 공화국 수립 이래 악감정 수준의 대립을 이루던 양국 사이의 관계는 이란의 핵 개발을 둘러싸고 군사적 대립까지 염두에 둔 긴장 관계를 유지하였다.
그는 공공연한 반 이스라엘 발언으로 물의를 빚은 인물이였는데, 특히 2005년 10월에는 “이스라엘은 지도상에서 없어져야 한다.”라는 발언으로 국가 지도자로서 부적합한 발언이라는 국제적인 비판을 받았으며 홀로코스트를 거짓된 신화라고 여러 차례 주장하는 한편 2006년 12월에는 각국의 홀로코스트 부인론자들을 이란으로 초청해 반유다이즘·반시오니즘 회의인 이란 홀로코스트 국제회의를 주최하기도 하였다. 이러한 그의 행보는 서방세계로부터 많은 비판을 받았으며, 특히 유대인들은 그를 “유대인의 상처도 모르는 돼지만도 못한 인간”이라고 비판하였다.
대외 관계에서 보이는 그의 돌출 행보가 국제적인 주목과 파장을 낳고 있는 것과는 달리 그는 이란 내부에서는 강력한 권한을 행사하는 독재적인 대통령은 아니었다. 이란의 독특한 이슬람 공화국 신정 체제하에서 행정부 대통령의 권한은 지극히 제한되어 있으며, 실권은 이슬람 성직자회의가 선출하는 최고지도자인 알리 하메네이가 쥐고 있다. 행정부 대통령이 추진하는 안건은 최고지도자에 의해 거부권 행사가 가능하며, 권력 행사에 필수적인 군 및 사법부도 최고지도자 지배하에 있다. 개혁파로 분류되는 전임 하타미의 개혁 실패도 성직자회의와 최고지도자의 견제가 원인이었다.
보수파로 분류되나, 그의 공약들은 학생과 청년을 중심으로 한 개혁파와 보수파 양쪽으로부터 공격을 받았다. 2013년 임기 종료와 함께 퇴임하였다.

## 이념
미국와 서유럽 세계를 필두로 한 서구중심주의에 대한 강력한 반대자로 활동하였다. 또한, 그는 무슬림이지만 유대교, LGBT, 진화론자, 심지어 공산주의자라고 하더라도 서구에 대한 비판적 입장을 견지하고 있다면 충분히 지지할 수 있다는 입장을 밝혔다.

## 역대 선거 결과
| 선거명      | 직책명        | 대수 | 정당                    | 1차 득표율 | 1차 득표수   | 2차 득표율 | 2차 득표수   | 결과 | 당락             |
| ----------- | ------------- | ---- | ----------------------- | ---------- | ------------ | ---------- | ------------ | ---- | ---------------- |
| 2003년 선거 | 테헤란 시장   | 3대  | 이슬람 이란 건설자 동맹 | 80.00%     | 12표         |            |              | 1위  | 테헤란 시장 당선 |
| 2005년 선거 | 이란의 대통령 | 6대  | 이슬람 이란 건설자 동맹 | 19.43%     | 5,711,696표  | 61.69%     | 17,284,782표 | 1위  |                  |
| 2009년 선거 | 이란의 대통령 | 6대  | 이슬람 이란 건설자 동맹 | 62.63%     | 24,527,516표 |            |              | 1위  |                  |